# محمد العربي الفاسي
أبو عبد الله حامد محمد بن يوسف العربي الفاسي (1580–1642)، ولد لعائلة الفاسي في فاس في المغرب، وهو مؤلف العديد من الكتب من بينها كتاب مرآة المحاسن من أخبار الشيخ أبي المحاسن الذي كتبه سنة 1636، وهو أشهرها. ويتحدث عن والده أبي المحاسن يوسف الفاسي وبدايات عائلته.